# Еліксир (фільм)
«Еліксир» — фільм, візуальна фантазія режисера Ірини Євтієвой за мотивами романтичних  творів Е. Т. А. Гофмана. Знятий на кіностудії «Ленфільм» в 1995 році з широким використанням виразних засобів мультиплікації. Лауреат кількох російських і міжнародних нагород.

## Зміст
Фільм створено за мотивами творів Ернста Гофмана і він складається, за зразком «Золотого горщика», з 8 віґілій (тобто неспання у темний час доби). Персонажі та події, у яких вони беруть участь, інтерпретовані згідно з баченням режисера зі збереженням іронічності Гофмана. Ця анімована фантазія отримала безліч кінонагород у Росії та Європі.

## Ролі
- Світлана Свірко — Олімпія
- Сергій Щербин — пописувач, Теодор
- Семен Стругачев — незнайомець, чаклун, тінь, художник
- Сергій Бехтерєв — текст від автора

## Художні особливості
«Еліксир» строго збудований як драматургічно (ділиться на глави, логічно з'єднується закадровим текстом від автора), так і стилістично (відсутній візуальне буйство, властиве Ірині Євтієвої в попередніх роботах; йому протиставлено точно підігнане з'єднання різномастих фактур, які складаються в «безшовний, по-чарівному мерехтливий кінотекст»).
Євтієва поставила перед собою завдання домогтися «єдності стилю, коли актор стає плоским, втрачає об'єм». Для того щоб кожен знятий кадр перетворити в мальовничий, він був оброблений вручну на мультстанку.

## Нагороди
- 1995 рік — Приз «Срібний цвях» у конкурсі дебютантів і Приз федерації кіноклубів Росії на кінофестивалі в Суздалі.
- 1995 рік — Спеціальний приз журі на кінофестивалі «Вікно в Європу» (Виборг, Росія).
- 1995 рік — Перший Приз на міжнародному кінофестивалі короткометражних фільмів в Драмі (Греція).
- 1996 рік — Гран-прі «Гранатовий браслет» на кінофестивалі «Література і кіно» в Гатчині.
- 1996 рік — Призи за найкращу музику, найкращу роботу оператора, найкращу роботу звукооператора на I Відкритому російському фестивалі анімаційного кіно в Тарусі.
- 1995 рік — Номінація на приз кіноакадемії «Ніка» в категорії «Найкращий анімаційний фільм».